# باشگاه فوتبال هاپوئل رمت گن گیواتائیم
هاپوئل رمت گن گیواتائیم یک باشگاه فوتبال اسرائیلی از شهر رمت گن و گیواتائیم در اسرائیل است که در لیگ برتر فوتبال اسرائیل رقابت می‌کند. این باشگاه در سال ۱۹۲۷ تأسیس شده است.